# NGC 1489
NGC 1489 é uma galáxia espiral barrada (SBb) localizada na direcção da constelação de Eridanus. Possui uma declinação de -19° 13' 02" e uma ascensão recta de 3 horas, 57 minutos e 38,1 segundos.
A galáxia NGC 1489 foi descoberta em 1886 por Frank Müller.